# Bellis sylvestris
La bellorita o margarita silvestre (Bellis sylvestris) es una planta herbácea nativa del centro y norte de Europa; en esta zona es una de las más comunes de las numerosas plantas llamadas "margarita".

## Descripción
Es una hierba de pequeña altura, unos 15 cm en las mejores condiciones; tiene un rizoma rastrero, una roseta de hojas basales y hojas dentadas y espatuladas de 2 a 5 cm de largo. Es un hemicriptófito; todos los años da lugar a un tallo floral sin hojas, que  produce inflorescencias discoidales, de 2 a 3 cm de diámetro y pétalos blancos o amarillos. El capítulo levantado sobre un largo pedúnculo floral. Se diferencia fácilmente de Bellis annua porque no tiene hojas sobre el tallo y las flores son claramente más grandes, además de ser perenne. Florece en invierno.
Habita en prados herbosos y umbríos o zonas forestales.  

## Taxonomía
Bellis sylvestris fue descrita por Domenico Maria Leone Cirillo y publicado en Pl. Rar. Neapol. ii. 22. t. 4. 1792.
Sinonimia
- Bellidastrum michelii Planellas
- Bellidium pappulosum Bertol.
- Bellis atlantica Boiss. & Reut.
- Bellis hirta Host
- Bellis longifolia Orph. ex Nyman
- Bellis pappulosa Boiss. ex DC.
- Bellis perennis subsp. sylvestris (Cirillo) Rouy
- Bellis velutina Pomel
- Bellium pappulosum (Boiss. ex DC.) Kunze
- Brachyscome sylvestris Klatt
- Doronicum bellidiastrum Sm.[2]

## Nombres comunes
Bellorita, chirivita, clavellinas, consuelda menor, margarita , margarita intermedia, margarita media, margarita menor, margaritas de monte, maya, maya mayor.